# Alexandra Lorska
Alexandra Lorska, née Aleksandra Sikorska le 17 décembre 1962 en Pologne, est une danseuse, actrice et animatrice de télévision française.

## Biographie
Alexandra Lorska commence sa carrière comme danseuse étoile au ballet de Varsovie. Au début des années 1980, elle s'installe à Paris et devient danseuse au Crazy Horse Saloon sous le nom d’Alexa Polskaschnikof. Elle y côtoie d'autres futures coco-girls : Fenella Masse Mathews, Cléa Pastore et Dominique Guirous.
Elle joue en 1983 le rôle de Charlotte dans le film de Max Pécas, Les Branchés à Saint-Tropez, aux côtés de Xavier Deluc et Olivia Dutron.
Elle est une des coco-girls de mai 1983 à 1985, à partir de l'émission Coco-Boy no 6, puis dans Cocoricocoboy.
Elle présente en 1993 sur TF1, Sexy Dingo, de Stéphane Collaro.
Elle joue, de juin à décembre 1988, au théâtre de la Michodière dans Ma cousine de Varsovie ; puis, de mai à septembre 1995, dans Le Vison voyageur de Ray Cooney et John Chapman avec Franck de Lapersonne et Olivier Lejeune, mise en scène par Patrick Guillemin.
Elle est pendant neuf ans la compagne d'Alain Afflelou avec lequel elle a un fils, Anthony, né en 1991.

## Filmographie

### Cinéma
- 1973 : Akwarele film polonais (Katarzyna)
- 1983 : Les Branchés à Saint-Tropez de Max Pécas (Charlotte)
- 1983 : L'ami de Vincent de Pierre Granier-Deferre
- 1984 : Une Américaine à Paris (American Dreamer) de Rick Rosenthal (une invitée à l'ambassade)
- 1984 : Charlots connection de Jean Couturier
- 1986 : Mon beau-frère a tué ma sœur de Jacques Rouffio (Mademoiselle Considérant)
- 1986 : Un homme et une femme : vingt ans déjà de Claude Lelouch
- 1986 : On a volé Charlie Spencer (mère nue dans le rêve)
- 1988 : Le Dîner des bustes court-métrage de Moïse Maatouk
- 1997 : Soleil de Roger Hanin

### Télévision
- 1985 : Série noire (série télévisée -épisode : Le grand môme : Lolita)
- 1987 : La Baleine blanche de Jean Kerchbron
- 1987 : Florence et la vie de château (série télévisée) de Serge Korber
- 1988 : Lance et compte : Deuxième saison (minisérie canadienne, Natascha Mishkin)
- 1990 : Passez une bonne nuit de Jeannot Szwarc (Daisy)
- 1995 : Danse avec la vie de Michel Favart (professeur de danse)

## Théâtre
- 1988 : Ma cousine de Varsovie de Georges Berr et Louis Verneuil, mise en scène Jean-Claude Islert, Théâtre de la Michodière
- 1995 : Le Vison voyageur de Ray Cooney et John Chapman, mise en scène Patrick Guillemin, Théâtre de la Michodière

## Émissions de télévision
- Cocoboy (1983) de Stéphane Collaro (TF1)
- Cocoricocoboy (1983-1985) de Stéphane Collaro (TF1)
- Sexy Dingo (1993) de Stéphane Collaro
- Les Bons génies (1996) présenté par Patrice Laffont (France 2)

## Discographie
- J'aime les hommes (1988, fiche de la chanson sur Bide et Musique)